# Stadelhofen (Titting)
Stadelhofen ist ein Ortsteil des Marktes Titting im oberbayerischen Landkreis Eichstätt in Bayern.

## Geografische Lage
Das Kirchdorf liegt nördlich des Anlautertals auf der Hochfläche der südlichen Frankenalb.

## Geschichte
1255 wird „Stadelhouen“ in einer Streitsache mit dem Kloster Wülzburg erstmals erwähnt; Friedrich von „Kezzelberch“ (Kesselberg) verzichtete damals auf Höfe im Ort und in „Obernkezzelberch“. Stadelhofen gehörte bis zur Säkularisation zum Mittleren Hochstift Eichstätt, wo es im Amt Raitenbuch beziehungsweise im späteren Pfleg- und Vogtamt Titting-Raitenbuch je nach Grundherrschaft des Hofes dem Hofkastenamt Eichstätt (1548: 11 Höfe, von denen 3 der Bischof von Eichstätt 1473 in einem Tauschgeschäft mit dem Deutschen Orden in Ellingen erworben hatte), dem Domkapitel-Richteramt Eichstätt (1 Hof, 1727 geteilt) und dem Stiftsamt Wülzburg in Weißenburg (1 Hof und 2 Köblergüter) unterstand. Bezüglich der Ehehaft gehörte es Titting an.
Bei der Säkularisation kam das Hochstift Eichstätt und mit ihm Stadelhofen 1802/03 an Großherzog Erzherzog Ferdinand III. von Toskana und 1806 an das Königreich Bayern und darin an das Landgericht Raitenbuch, ab 1812 an das Landgericht Greding. Ab 1808 gehörte das Dorf zum Steuerdistrikt Gersdorf, mit dem es 1811 eine Ruralgemeinde bildete. Ab 1818 (zweites Gemeindeedikt) war das Dorf wieder eine selbständige Gemeinde. 1823 wohnten in den 14 Höfen von Stadelhofen 109 Personen, 1950 in 19 Anwesen 141 Personen. 1862 wurde Stadelhofen dem Bezirksamt Beilngries und 1879 dem Bezirksamt und späteren Landkreis Hilpoltstein zugeordnet.
1958 wurde eine Flurbereinigung durchgeführt. Am 1. Januar 1972 fand im Zuge der Gebietsreform die Eingemeindung in den Markt Titting statt. 1983 bestanden im Dorf mit seinen 108 Einwohnern 18 landwirtschaftliche Vollerwerbs- und acht Nebenerwerbsbetriebe.

## Bauwerke
Die zur katholischen Expositur Biburg gehörende Ortskapelle St. Antonius von Padua wurde 1747 erbaut. Vor 1865 wurde die Nordhälfte abgebrochen und neu aufgebaut und ein kleiner Chor (mit Kreuzgewölbe) mit Turm und Sakristei angefügt. Die Weihe erfolgte 1865. 1937 wurde der Sakralbau erweitert.
Der frühere zweisäulige Altar stammte aus der Mitte des 17. Jahrhunderts, das Altarbild malte 1864 M. Werner. Heute ist an der östlichen Chorwand über dem Tabernakel eine Kreuzigungsgruppe angebracht. Aus der evangelisch-lutherischen Kirche in Reichersdorf kam eine spätgotische Marienfigur mit segnendem Jesuskind (um 1480/90) in die Kapelle; sie steht heute auf dem linken Seitenaltar. Eine Joseph-Figur war ursprünglich wohl eine Figur des hl. Johannes des Täufers (um 1480/90).

## Vereine
- Freiwillige Feuerwehr Stadelhofen
- Höhenschützenverein (HSV) Biburg-Stadelhofen